# Hector Riské
Hector Karel Prudent Riské (ur. 29 lipca 1910 w Temse, zm. 21 grudnia 1984 tamże) – belgijski zapaśnik walczący w stylu wolnym. Olimpijczyk z Berlina 1936, gdzie zajął jedenaste miejsce w wadze piórkowej.

## Turniej wBerlinie 1936
| Konkurencja      | Walki                      | Walki               | Klas. końcowa |
| Konkurencja      | Przeciwnik I               | Przeciwnik II       | Miejsce       |
| ---------------- | -------------------------- | ------------------- | ------------- |
| 61 kg styl wolny | Kustaa Pihlajamäki (FIN) P | Yaşar Erkan (TUR) P | 11.           |